# Jan de Bont
Jan de Bont (Eindhoven, 1943. október 22. –) visszavonult holland operatőr, filmrendező és filmproducer.
Nagycsaládba született, 14 gyermekkel. Az Amszterdami Filmakadémián tanult.
Rendezői munkássága során olyan ismert filmeket készített, mint a Twister, a Féktelenül és annak folytatása (Féktelenül 2. – Teljes gőzzel), Az átok, valamint a Lara Croft: Tomb Raider 2. – Az élet bölcsője.
Filmrendezői pályáját megelőzően számos kasszasiker filmen dolgozott operatőrként, többek között olyan alkotásokon, mint a Cujo, a Drágán add az életed!, a Vadászat a Vörös Októberre, a Halálos fegyver 3., valamint az Elemi ösztön.
1973 és 1988 között házas volt Monique van de Ven holland színésznővel. Az 1988-as válás után feleségül vette az amerikai Trish Reeves-t, akitől két gyermeke született: Alexander (aki szerepet kapott a Féktelenül 2-ben) és An (aki Helen Hunt karakterét alakítja gyerekként a Twisterben).
Jan de Bont 2012-ben hagyta abba a filmezést.

## Filmográfia (válogatás)
Operatőr
- 1965: Ik kom wat later naar Madra
- 1970: De Worstelaar
- 1971: Rockfieber, Love and Music
- 1972: Wat zien ik?
- 1973: Turks fruit
- 1975: Keetje Tippel
- 1981: Roar
- 1983: De vierde man
- 1983: Cujo
- 1985: Hús és vér (Flesh & Blood)
- 1985: The Jewel of the Nile
- 1986: Ruthless People
- 1987: Leonard, a titkosügynök(wd) (Leonard Part 6)
- 1988: Drágán add az életed! (Die Hard)
- 1989: Fekete eső (Black Rain)
- 1990: Vadászat a Vörös Októberre (The Hunt for Red October)
- 1990: Egyenesen át (film, 1990)|Egyenesen át]] (Flatliners)
- 1992: Felhők közül a nap (Shining Through)
- 1992: Elemi ösztön (Basic Instinct)
- 1992: Halálos fegyver 3. (Lethal Weapon 3)

Rendező
- 1994: Féktelenül (Speed)
- 1996: Twister
- 1997: Féktelenül 2. – Teljes gőzzel (Speed 2: Cruise Control)
- 1999: Az átok (The Haunting)
- 2003: Lara Croft: Tomb Raider 2. – Az élet bölcsője (Lara Croft: Tomb Raider – The Cradle of Life)

Producer
- 1997: Féktelenül 2. – Teljes gőzzel (Speed 2: Cruise Control)
- 1998: SLC Punk!
- 1999: Az átok (The Haunting)
- 2002: Equilibrium – Gyilkos nyugalom (Equilibrium)
- 2002: Különvélemény (Minority Report)
- 2003: Thoughtcrimes